# Here Comes the Sun
Here Comes the Sun is een lied geschreven door George Harrison van The Beatles. Here Comes the Sun verscheen in september 1969 op het album Abbey Road. Op 26 september van dat jaar werd het nummer op vinylsingle uitgebracht.

## Achtergrond
In Nederland werd de plaat vanaf najaar 1969 tot medio februari 1970 regelmatig gedraaid op de zeezenders Radio Veronica, Radio Mi Amigo, Radio Noordzee Internationaal, Radio Caroline en de publieke popzender Hilversum 3, maar bereikte desondanks de Veronica Top 40 op Radio Veronica en de Hilversum 3 Top 30 niet. 
In België behaalde de plaat géén notering in zowel de voorloper van de Vlaamse Ultratop 50 als de Waalse hitlijst. 
Pas in november 2010 bereikte de single een hitlijst in Nederland (de Single Top 100), toen deze als digitale download op iTunes beschikbaar was gekomen.

## Compositie
Harrison was de Beatle die het meest beïnvloed werd door Indische muziek. Dit komt vaak terug in zijn composities, zoals in Within You Without You. De uiterst ongewone maatsoort in de bridge van Here Comes the Sun is geleend uit de Indische klassieke muziek. Het gaat over een opeenvolging van een 11/8 + 4/4 + 7/8 maat.

## Credits
Het nummer is in ruwe vorm opgenomen op 7 juli 1969 en voltooid op 19 augustus 1969 in de Abbey Road Studios in Londen. De bezetting was:
- George Harrison, leadzang, achtergrondzang, akoestische gitaar, elektrische gitaar, Moog synthesizer, klappen
- Paul McCartney, achtergrondzang, basgitaar, klappen
- Ringo Starr, drums, klappen
- vier altviolen, vier cello's, contrabas, twee piccolo's, twee dwarsfluiten, twee altfluiten, twee klarinetten, alle bespeeld door onbekend gebleven musici

John Lennon leverde geen bijdrage aan het nummer, omdat hij nog aan het herstellen was van een auto-ongeluk op 1 juli 1969.

## Latere uitvoeringen

### Door andere artiesten
- George Benson nam het nummer (met andere Beatlesnummers) op voor zijn album The other side of Abbey Road uit 1969.
- Peter Tosh bracht het nummer in 1970 uit als single. Het staat ook op het verzamelalbum Can't Blame the Youth uit 2004.
- Richie Havens bracht het nummer in 1971 uit als single. Hij haalde daarmee de 16e plaats in de Billboard Hot 100. Het nummer staat ook op het album Alarm Clock uit hetzelfde jaar.
- Nina Simone nam het in 1971 op als titelnummer van haar album Here Comes the Sun.
- Steve Harley zette het nummer op een single. Hij haalde daarmee in 1976 de tiende plaats in de UK Singles Chart.
- In de late jaren 80 werd het nummer opgenomen voor een mueslireclame.

- Voodoo Glow Skulls nam het nummer in 1993 op voor het album Who Is, This Is? dat begin 1994 uitkwam.
- Op het album In My Life, het afscheidsproject van producer George Martin uit 1998, staat een versie van Here Comes the Sun, gespeeld door de gitarist John Williams.
- Bon Jovi bracht het nummer live bij de VH1 Music Awards 2001 als hommage aan George Harrison.
- Nick Cave and the Bad Seeds brachten het nummer in de film I Am Sam van 2001. Samen met Let It Be kwam het ook als cd-single uit.
- Chantal, een Duitse muziekgroep met een repertoire van de middeleeuwen tot moderne popmuziek, nam het nummer in 2004 samen met Tony Sheridan op voor het album Chantal meets Tony Sheridan – A Beatles Story.
- Sheryl Crow nam Here Comes the Sun in 2007 op voor de soundtrack van de computeranimatiefilm Bee Movie.
- Bij een concert ter gelegenheid van het vijfentwintigjarig bestaan van de Rock and Roll Hall of Fame in 2009 speelde Paul Simon Here Comes the Sun met David Crosby en Graham Nash.

### Door George Harrison
- George Harrison zelf voerde het nummer onder meer uit in 1971 tijdens The concert for Bangladesh, in 1976 in Saturday Night Live als duet met Paul Simon en bij zijn concerten uit 1991-1992 met en zonder Eric Clapton. Geïnspireerd door de volle maan op Hawaï schreef hij Here Comes the Moon voor zijn titelloze album uit 1979.

## Hitnoteringen

### Single Top 100
| Hitnotering: 20-11-2010 t/m 04-12-2010 | Hitnotering: 20-11-2010 t/m 04-12-2010 | Hitnotering: 20-11-2010 t/m 04-12-2010 | Hitnotering: 20-11-2010 t/m 04-12-2010 |
| Week                                   | 1                                      | 2                                      |                                        |
| -------------------------------------- | -------------------------------------- | -------------------------------------- | -------------------------------------- |
| Positie                                | 64                                     | 52                                     | uit                                    |

### NPO Radio 2 Top 2000
| Nummer met noteringen in de NPO Radio 2 Top 2000 | '99 | '00 | '01 | '02 | '03 | '04 | '05 | '06 | '07 | '08 | '09 | '10 | '11 | '12 | '13 | '14 | '15 | '16 | '17 | '18 | '19 | '20 | '21 | '22 | '23 | '24 |
| ------------------------------------------------ | --- | --- | --- | --- | --- | --- | --- | --- | --- | --- | --- | --- | --- | --- | --- | --- | --- | --- | --- | --- | --- | --- | --- | --- | --- | --- |
| Here Comes the Sun                               | 477 | 383 | 523 | 258 | 275 | 242 | 251 | 185 | 161 | 195 | 154 | 100 | 105 | 143 | 104 | 121 | 107 | 104 | 105 | 103 | 77  | 83  | 82  | 93  | 91  | 66  |

1. ↑  Een vetgedrukt getal geeft de hoogste notering aan.

### Evergreen Top 1000
| Evergreen Top 1000 "Here Comes The Sun" | Evergreen Top 1000 "Here Comes The Sun" | Evergreen Top 1000 "Here Comes The Sun" | Evergreen Top 1000 "Here Comes The Sun" | Evergreen Top 1000 "Here Comes The Sun" | Evergreen Top 1000 "Here Comes The Sun" | Evergreen Top 1000 "Here Comes The Sun" | Evergreen Top 1000 "Here Comes The Sun" | Evergreen Top 1000 "Here Comes The Sun" | Evergreen Top 1000 "Here Comes The Sun" | Evergreen Top 1000 "Here Comes The Sun" | Evergreen Top 1000 "Here Comes The Sun" | Evergreen Top 1000 "Here Comes The Sun" | Evergreen Top 1000 "Here Comes The Sun" | Evergreen Top 1000 "Here Comes The Sun" | Evergreen Top 1000 "Here Comes The Sun" | Evergreen Top 1000 "Here Comes The Sun" |
| Jaar                                    | 2008                                    | 2009                                    | 2010                                    | 2011                                    | 2012                                    | 2013                                    | 2014                                    | 2015                                    | 2016                                    | 2017                                    | 2018                                    | 2019                                    | 2020                                    | 2021                                    | 2022                                    | 2023                                    |
| --------------------------------------- | --------------------------------------- | --------------------------------------- | --------------------------------------- | --------------------------------------- | --------------------------------------- | --------------------------------------- | --------------------------------------- | --------------------------------------- | --------------------------------------- | --------------------------------------- | --------------------------------------- | --------------------------------------- | --------------------------------------- | --------------------------------------- | --------------------------------------- | --------------------------------------- |
| Positie                                 | 94                                      | 891                                     | 881                                     | 881                                     | 856                                     | 137                                     | 165                                     | 175                                     | 182                                     | 172                                     | 113                                     | 80                                      | 105                                     | 135                                     | 170                                     | 145                                     |